# Pieter Hendrik Saaymans Vader
Pieter Hendrik Saaymans Vader (Zierikzee, 17 juli 1799 - Biezelinge, 18 maart 1891) was een Nederlands politicus.
Hij werd geboren als zoon van Abraham Vader (*1770; later burgemeester van Kortgene) en Catharina Margaretha Saaymans (*1763). Hij was een Zeeuwse volgeling van Groen van Prinsterer, die op 67-jarige leeftijd in de Tweede Kamer kwam. Voor hij in de Kamer kwam was hij rechtbankgriffier en rechter in Goes. Saaymans Vader stond bekend als een beminnelijke grijsaard, die slechts een bescheiden politieke rol speelde. Bij zijn vertrek uit de Kamer was hij bijna 80 jaar en werd hij gehinderd door doofheid. Hij overleed op 91-jarige leeftijd.

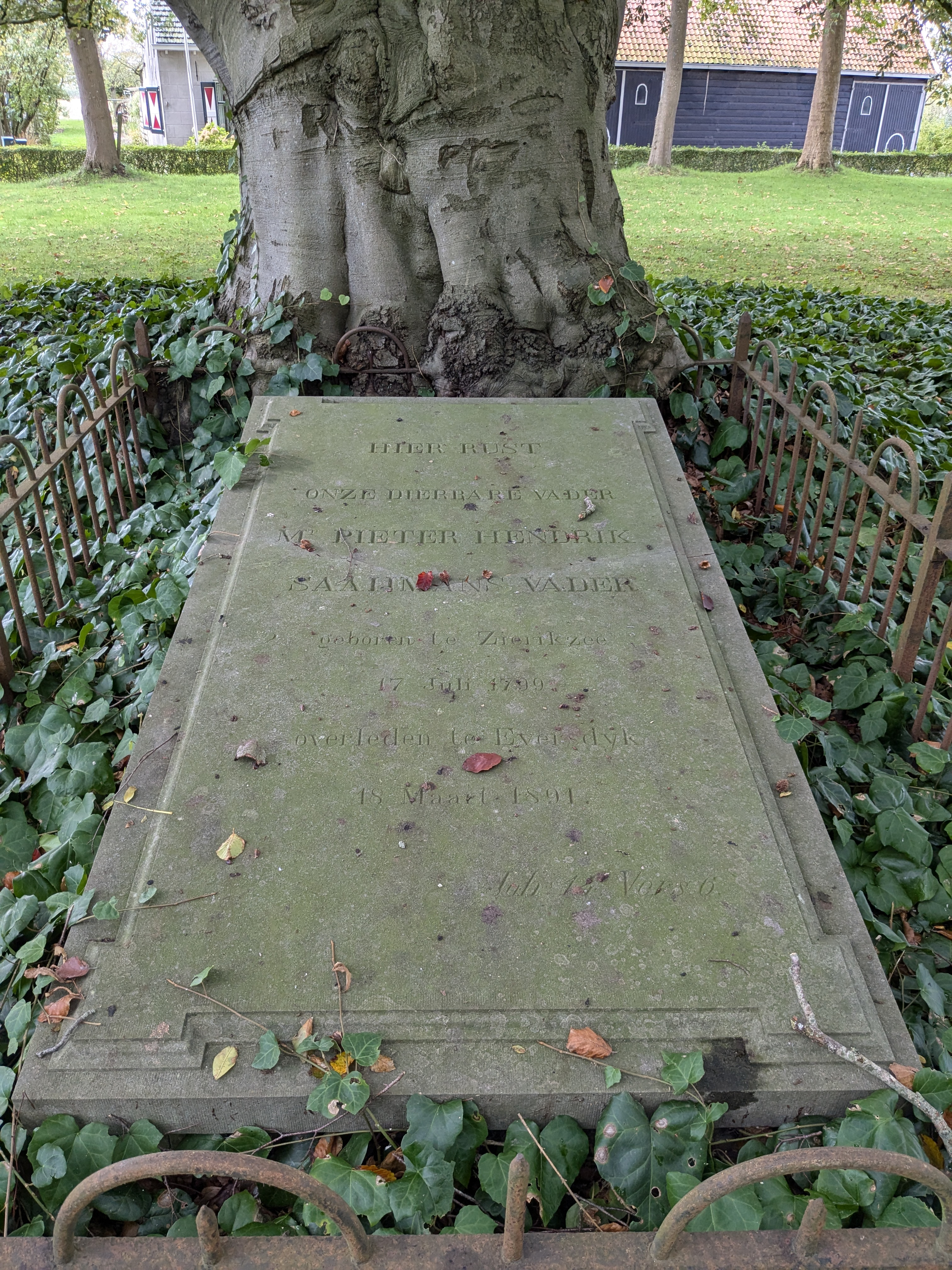
Grafsteen van Pieter Hendrik Saaymans Vader in Eversdijk

- Biografisch Portaal: 13632892
- Digitale Bibliotheek voor de Nederlandse Letteren: vade001
- International Standard Name Identifier: 0000 0003 9746 5375
- Nederlandse Thesaurus van Auteursnamen: 072453427
- Parlement.com: vg09ll6ha2vo
- Virtual International Authority File: 22532652
- WorldCat: E39PBJxMjwTDCkVkBWcPggGJXd